# Cochinchine
La  Cochinchine è una danza originaria della Danimarca, dalla regione di Salling. 
È stata introdotta in Francia tra le due guerre da Miss Pledge (1893-1949), celebre insegnante di danza. Nel 1974 il ricercatore ed etnomusicologo francese Yvon Guilcher la introduce nei balli folk.
La danza in danese si chiama "Den toppede hoene" che significa "gallina con la cresta", in Francia è stata battezzata Cochinchine che è una razza di galline proveniente dalla Cocincina (Vietnam).

## Descrizione della danza
La cochinchine si balla in tre persone: un uomo e due donne. La posizione di partenza è un cerchio chiuso, si balla con un passo "saltellato". Nella seconda frase musicale le donne si lasciano le mani e passano a turno sotto il braccio dell'uomo. 